# Einar Hein
Einar Hein (født 19. maj 1875 i København, død 8. august 1931 på Frederiksberg) var en dansk maler, der er kendt for sine malerier af landskaber og mennesker i Skagen.
Hein studerede på Københavns Tekniske Skole under Holger Grønvold før studier på Det Kongelige Danske Kunstakademi fra 1892 til 1896. Han afsluttede sine studier ved Kunstnernes Studieskole under P.S. Krøyer.
Ligesom Jens Vige, Johannes Wilhjelm og G.F. Clement, tilhørte Hein den yngre generation af skagensmalerne, der i begyndelsen af det 20. århundrede udviklede en ny metode til at male klitterne og strandene i Skagen i den nordligste del af Jylland. Han var uden tvivl påvirket af Krøyer til at udvide sin uddannelse på Rolls (en) atelier i Paris.
|  |  | En af hans mest bemærkelsesværdige værker er Børn leger på Skagens Strand fra 1910, malet i modlys med usædvanligt afdæmpede farver. Han lavede også flere scener af Skagens levende og farverige hede. Hein blev hurtigt en del af Skagensmalernes koloni, og fik sin plads i spisesalen på Brøndums Hotel, blev en regelmæssig sommergæst sammen med sin familie. Han producerede også fint udformede portrætter og billeder af børn, men de tiltrak sig ikke bred interesse. |

## Billeder
| - Andre værker af Einar Hein - Cyklister i havstokken, 1894, Skagens Museum - Huse med hyldetræer. Skagen Vesterby, 1895 - Fiskerkone ved stranden, Skagen, 1903 |

| - Børn samler bær på heden, 1910 - Heins datter som lille pige, 1912 - En pige skovler sand på Skagen Strand, 1913 - Billede af en dreng, 1919 - Opstilling med blomster i vase, 1922 - En japansk spaniel, 1924 - Opstilling med blomster i en vase, 1925 |